# Ouahigouya Airport
Ouahigouya Airport är en flygplats i Burkina Faso. Den ligger i den centrala delen av landet, 160 km nordväst om huvudstaden Ouagadougou. Ouahigouya Airport ligger 337 meter över havet.
Terrängen runt Ouahigouya Airport är mycket platt. Närmaste större samhälle är Ouahigouya, 1,9 km norr om Ouahigouya Airport.
Trakten runt Ouahigouya Airport består i huvudsak av gräsmarker. Runt Ouahigouya Airport är det tätbefolkat, med 266 invånare per kvadratkilometer.